# Tymieniec-Niwka
Tymieniec-Niwka est une localité polonaise de la gmina de Szczytniki, située dans le powiat de Kalisz en voïvodie de Grande-Pologne.